# Mistrzostwa Oceanii w Rugby 7 Mężczyzn 2021
Mistrzostwa Oceanii w Rugby 7 Mężczyzn 2021 – trzynaste mistrzostwa Oceanii w rugby 7 mężczyzn, oficjalne międzynarodowe zawody rugby 7 o randze mistrzostw kontynentu organizowane przez Oceania Rugby mające na celu wyłonienie najlepszej męskiej reprezentacji narodowej w tej dyscyplinie sportu w Oceanii. Odbyły się wraz z turniejem żeńskim w dniach 25–27 czerwca 2021 roku w australijskim mieście Townsville.

## Informacje ogólne
Na początku czerwca 2021 roku ogłoszono, że zawody – będące również ostatnim sprawdzianem przed turniejem rugby 7 na Letnich Igrzyskach Olimpijskich 2020 – zostaną rozegrane w Australii w czterozespołowej obsadzie. Zarówno w turnieju męskim, jak i żeńskim wystąpić miały Australia, Fidżi, Nowa Zelandia oraz zaproszeniowa drużyna Oceania Barbarians. W połowie tego miesiąca ogłoszono harmonogram rozgrywek – rywalizacja odbywała się systemem kołowym w ramach jednej grupy, zaś same mecze miały odbywać się systemem symulującym olimpijskie zmagania, zatem każdy z zespołów rozgrywał w ciągu trzech meczowych dni po dwa spotkania. Zawody były transmitowane zarówno w telewizji, jak i w Internecie na oficjalnej stronie Oceania Rugby.
Z kompletem zwycięstw w turnieju triumfowała reprezentacja Fidżi.

## Mecze
| 25 czerwca 2021 14:00 | Fidżi | 26:14 | Australia | North Queensland Stadium, Townsville |
| 25 czerwca 2021 14:00 |       |       |           | North Queensland Stadium, Townsville |

| 25 czerwca 2021 14:22 | Nowa Zelandia | 28:5 | Oceania Barbarians | North Queensland Stadium, Townsville |
| 25 czerwca 2021 14:22 |               |      |                    | North Queensland Stadium, Townsville |

| 25 czerwca 2021 19:30 | Fidżi | 32:12 | Oceania Barbarians | North Queensland Stadium, Townsville |
| 25 czerwca 2021 19:30 |       |       |                    | North Queensland Stadium, Townsville |

| 25 czerwca 2021 19:52 | Nowa Zelandia | 24:21 | Australia | North Queensland Stadium, Townsville |
| 25 czerwca 2021 19:52 |               |       |           | North Queensland Stadium, Townsville |

| 26 czerwca 2021 12:00 | Australia | 28:12 | Oceania Barbarians | North Queensland Stadium, Townsville |
| 26 czerwca 2021 12:00 |           |       |                    | North Queensland Stadium, Townsville |

| 26 czerwca 2021 12:22 | Nowa Zelandia | 19:21 | Fidżi | North Queensland Stadium, Townsville |
| 26 czerwca 2021 12:22 |               |       |       | North Queensland Stadium, Townsville |

| 26 czerwca 2021 19:30 | Fidżi | 19:7 | Australia | North Queensland Stadium, Townsville |
| 26 czerwca 2021 19:30 |       |      |           | North Queensland Stadium, Townsville |

| 26 czerwca 2021 19:52 | Nowa Zelandia | 21:17 | Oceania Barbarians | North Queensland Stadium, Townsville |
| 26 czerwca 2021 19:52 |               |       |                    | North Queensland Stadium, Townsville |

| 27 czerwca 2021 12:30 | Fidżi | 33:5 | Oceania Barbarians | North Queensland Stadium, Townsville |
| 27 czerwca 2021 12:30 |       |      |                    | North Queensland Stadium, Townsville |

| 27 czerwca 2021 12:52 | Nowa Zelandia | 17:5 | Australia | North Queensland Stadium, Townsville |
| 27 czerwca 2021 12:52 |               |      |           | North Queensland Stadium, Townsville |

| 27 czerwca 2021 17:45 | Australia | odwołany | Oceania Barbarians | North Queensland Stadium, Townsville |
| 27 czerwca 2021 17:45 |           |          |                    | North Queensland Stadium, Townsville |

| 27 czerwca 2021 18:07 | Nowa Zelandia | 7:17 | Fidżi | North Queensland Stadium, Townsville |
| 27 czerwca 2021 18:07 |               |      |       | North Queensland Stadium, Townsville |